# ビラール・デ・バリオ

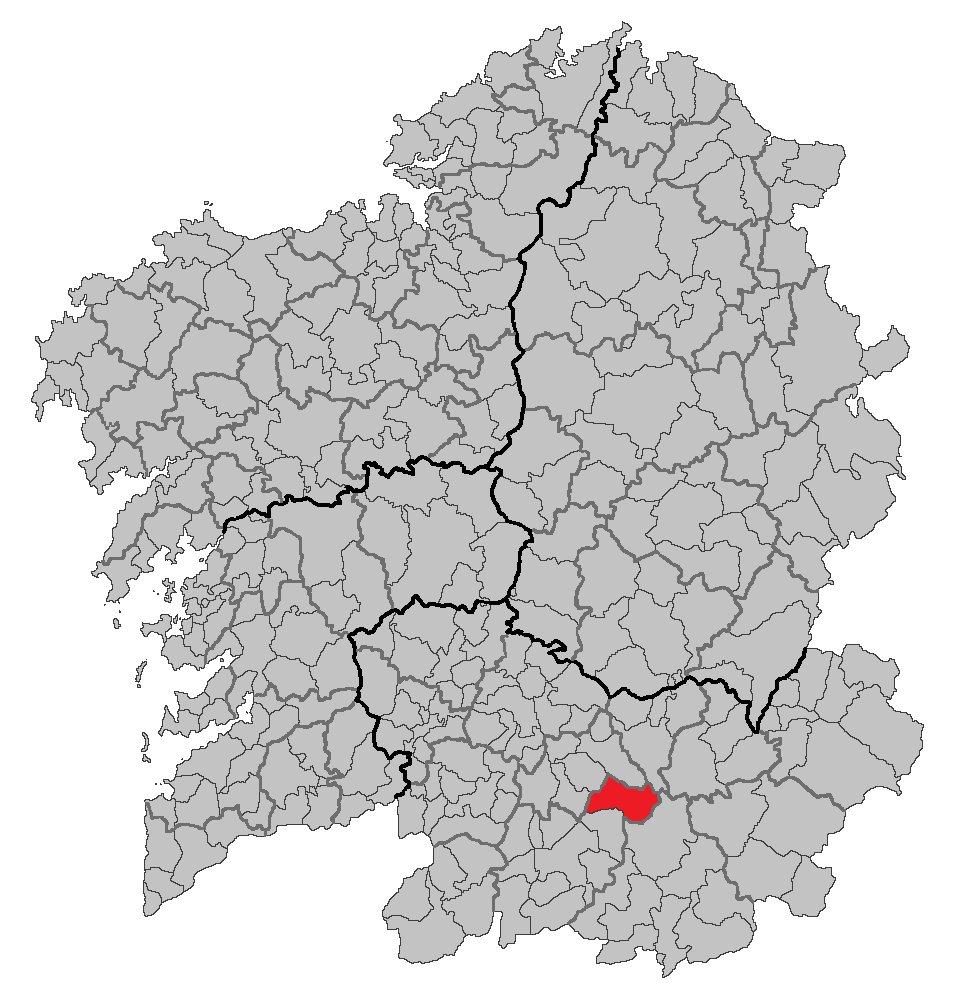

ビラール・デ・バリオ（Vilar de Barrio）はスペイン、ガリシア州、オウレンセ県の自治体、コマルカ・ダ・リミアに属する。自治体住民名簿によると、2010年の人口は1,645人（2009年：1,686人、2004年：1,914人、2003年：1,963人）。住民呼称はbarriés/-esa。カスティーリャ語表記はVillar de Barrio（ビジャール・デ・バリオ）。
ガリシア語話者の自治体人口に占める割合は99.43％（2001年）。

## 地理
ビラール・デ・バリオはオウレンセ県の中央部に位置し、コマルカ・ダ・リミアに属する。北はマセーダ、モンテデラーモと、東から南にかけてはラサ、南はサレアウス、西はシュンケイラ・デ・アンビーア、バーニョス・デ・モルガスの各自治体と隣接、自治体中心地区はビラール・デ・バリオ教区のビラール・デ・バリオ地区。

### 人口
| ビラール・デ・バリオの人口推移 1900－2010               |
|                                                         |
| 出典:INE（スペイン国立統計局）1900年 - 1991年、1996年 - |

## 政治
自治体首長はガリシア国民党（PPdeG）のフリオ・ペレス・カルバージョ（Julio Pérez Carballo）、自治体評議員はガリシア国民党：6、ガリシア社会党（PSdeG-PSOE）：2、ガリシア民族主義ブロック（BNG）：1となっている（2007年の自治体選挙の結果、得票順）。

## 教区
ビラール・デ・バリオは9の教区に分けられる。太字は自治体中心地区のある教区。
- ア・アルベルゲリーア（サンタ・マリーア）
- アルヌイーデ（サンタ・マリーア）
- ボベダ（サンタ・マリーア）
- アス・マウス（サン・ペドロ）
- パドレーダ（サン・ミゲル）
- プラード（サンタ・クルス）
- レボルデチャウ（サンタ・マリーア）
- セイロー（サン・サルバドール）
- ビラール・デ・バリオ（サン・ペドロ・フィス）